# Heartwork
Heartwork is het vierde album van de britse band Carcass. Het album wordt gezien als een van de eerste albums die melodieuze elementen introduceerde in deathmetal, dit album kan dus gezien worden als het eerste ècht melodieuze deathmetal album ooit.

## Tracks
1. "Buried Dreams"
2. "Carnal Forge"
3. "No Love Lost"
4. "Heartwork"
5. "Embodiment"
6. "This Mortal Coil"
7. "Arbeit Macht Fleisch"
8. "Blind Bleeding The Blind"
9. "Doctrinal Expletives"
10. "Death Certificate"

## Bezetting van de band tijdens opname
- Michael Amott
- Ken Owen
- Bill Steer
- Jeff Walker